# Filopaludina martensi
Filopaludina martensi е вид коремоного от семейство Viviparidae.

## Разпространение
Видът е разпространен във Виетнам, Индонезия (Суматра), Камбоджа, Лаос, Малайзия (Западна Малайзия) и Тайланд.